# 解体的交歓〜真夜中のヘヴィ・ロック・パーティ〜
『解体的交歓〜真夜中のヘヴィ・ロック・パーティ〜』（かいたいてきこうかん まよなかのヘヴィロックパーティ）は、非常階段とゆるめるモ!によるコラボレーション・アルバム。2014年12月17日にテイチクエンタテインメントからリリースされた。

## 概要
非常階段としては、「BiS階段」以来にリリースするアイドルとのコラボレーション・アルバムである。
ゆるめるモ！初のライブアルバムで、同グループ初のメジャーレーベルからのリリースでもある。
2014年9月26日に東京・Mt.RAINIER HALL SHIBUYA PLEASURE PLEASUREで行われたオールナイトイベント「第弐回 真夜中のヘヴィロック・パーティー」における非常階段 featuring ゆるめるモ！のライブの模様を収録した。ゆるめるモ！のメンバーは体調不良で欠席したけちょんと休養中のゆみこーんを除く5人での参加となった。
「解体的交歓」のライブの映像は非常階段のDVD-BOX「BIBLE 1979-2014」に収録されている。また「SWEET ESCAPE」のライブ映像が同DVD-BOXのアルケミーレコード通販特典DVDRとして収録されている。。
JOJO広重は「非常階段とゆるめるモ！が合体してお互いの音楽が解体されながらも寄り添い、融合し、メンバー全員で楽しく演奏し、別次元のアイドル＆ノイズ音楽を完成させた」と振り返っており、この回想がアルバム名の由来の一つとなった。
アルバム名およびジャケットは高柳昌行と阿部薫のアルバム「解体的交感」のオマージュである。

## 収録曲
1. JMM！  / 非常階段 【1:52】
作曲・編曲：非常階段
2. Majiwaranai CAts / 非常階段 featuring ゆるめるモ！【2:50】
作詞：小林愛 作曲：田家大知・ハシダカズマ（箱庭の室内楽） 編曲：ハシダカズマ（箱庭の室内楽）、非常階段
3. スキヤキ / 非常階段 featuring ゆるめるモ！【6:54】
作詞：小林愛 作曲：田家大知・松坂康司 編曲：松坂康司、非常階段
4. 虎よ / 非常階段 featuring ゆるめるモ！【4:32】
作詞：小林愛 作曲：田家大知・松坂康司 編曲：松坂康司、非常階段
5. たびのしたく / 非常階段 featuring ゆるめるモ！【6:51】
作詞：小林愛、作曲：ハシダカズマ（箱庭の室内楽） 編曲：ハシダカズマ（箱庭の室内楽）、非常階段
6. SWEET ESCAPE / 非常階段 featuring ゆるめるモ！【10:24】
作詞・作曲：田家大知 編曲：松坂康司、非常階段
7. 解体的交歓 【6:11】 / 非常階段
作曲・編曲：非常階段
  - ゆるめるモ!のメンバーが演奏に参加している。もね-ドラム、ようなぴ-カオシレーター、あの-ギター